# Abramo Canka
Abramo Canka, nato Abramo Penè (Genova, 18 marzo 2002), è un cestista italiano.

## Biografia
È nato a Genova da padre senegalese e madre kosovara.

## Carriera

### In Italia
Muove i primi passi nei Tigrotti Don Bosco Sampierdarena, prima di trasferirsi alla Tigullio Sport Team di Santa Margherita Ligure dove milita fino al 2016, quando si trasferisce nel settore giovanile della Stella Azzurra Roma. In seguito, nel 2018, passa in prestito ai Roseto Sharks, con cui a soli 16 anni debutta in Serie A2.
Il 27 giugno 2020 firma un quadriennale con la Lokomotiv Kuban', venendo contestualmente ceduto in prestito al Nevėžis; il 3 dicembre 2021 fa ritorno al club russo.
Il 15 luglio 2025 firma con la Virtus Bologna.

### NCAA
Il 3 agosto 2022 si iscrive alla UCLA nella NCAA Division I.